# Chesterfield (Missouri)
Chesterfield ist eine Stadt (mit dem Status „City“) im St. Louis County im US-amerikanischen Bundesstaat Missouri und Bestandteil der Metropolregion Greater St. Louis. Im Jahr 2020 hatte Chesterfield 49.999 Einwohner.

## Geografie
Chesterfield liegt im westlichen Vorortbereich von St. Louis am südlichen Ufer des Missouri River auf 38°39′12″ nördlicher Breite und 90°33′15″ westlicher Länge. Die Stadt erstreckt sich über 84,8 km², die sich auf 81,6 km² Land- und 3,2 km² Wasserfläche verteilen.
Die Stadt ist das Zentrum der Chesterfield Township, erstreckt sich aber auch in die Lafayette, die Maryland Heights und die Missouri River Township.
Benachbarte Orte von Chesterfield sind Clarkson Valley (6,6 km südlich), Wildwood (16,6 km südwestlich), Weldon Spring (15,4 km nordwestlich), Maryland Heights (17 km nordöstlich), Westwood (14,3 km ostsüdöstlich), Manchester (12 km südöstlich) und Ballwin (9,8 km südsüdöstlich). Das Zentrum der Stadt St. Louis liegt 34,6 km östlich.

## Wirtschaft
| Arbeitgeber                  | Arbeitnehmer |
| ---------------------------- | ------------ |
| St. Luke’s Hospital          | 3.672        |
| Mercy Health                 | 1.788        |
| Monsanto                     | 1.600        |
| Reinsurance Group of America | 1.521        |
| Parkway School District      | 1.170        |
| Centene                      | 884          |
| Delmar Gardens               | 786          |
| First Community Credit Union | 570          |
| Rockwood School District     | 551          |
| Bunge North America          | 531          |

## Verkehr

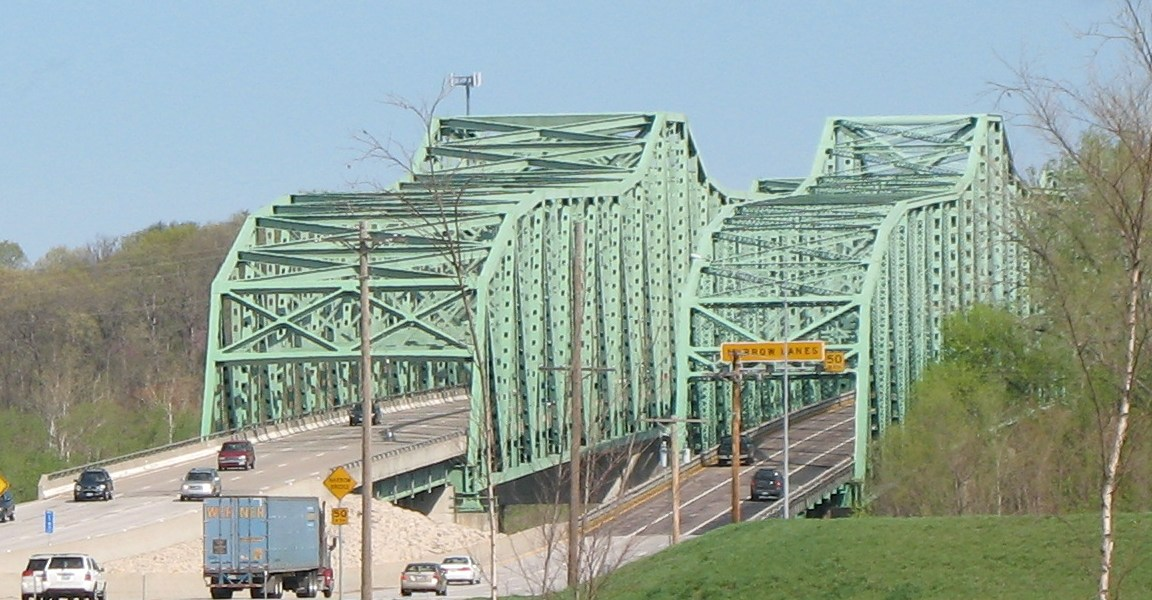
Die Daniel Boone Bridge führt die Interstate 64 über den Missouri

Durch die Stadt Chesterfield verläuft die aus nordwestlicher Richtung über die Daniel Boone Bridge in das St. Louis County kommende Interstate 64, die hier eine gemeinsame Streckenführung mit den U.S. Highways 40 und 61 hat. Durch die östliche Stadthälfte führt die Missouri State Route 340. Die Missouri State Route 109 hat ihren nördlichen Endpunkt an der Einmündung in die State Route 340 im Osten von Chesterfield. Alle weiteren Straßen sind County Roads oder weiter untergeordnete innerstädtische Verbindungsstraßen.
Entlang des Missouri River verläuft eine Eisenbahnlinie der Union Pacific Railroad von St. Louis nach Westen.

Im Westen des Stadtgebiets von Chesterfield befindet sich der Spirit of St. Louis Airport. Der größere Lambert-Saint Louis International Airport liegt rund 31 km nordöstlich der Stadt.

## Demografische Daten
Nach der Volkszählung im Jahr 2010 lebten in Chesterfield 47.484 Menschen in 19.224 Haushalten. Die Bevölkerungsdichte betrug 581,9 Einwohner pro Quadratkilometer. In den 19.224 Haushalten lebten statistisch je 2,42 Personen.
Ethnisch betrachtet setzte sich die Bevölkerung zusammen aus 86,5 Prozent Weißen, 2,6 Prozent Afroamerikanern, 0,2 Prozent amerikanischen Ureinwohnern, 8,6 Prozent Asiaten sowie 0,7 Prozent aus anderen ethnischen Gruppen; 1,4 Prozent stammten von zwei oder mehr Ethnien ab. Unabhängig von der ethnischen Zugehörigkeit waren 2,8 Prozent der Bevölkerung spanischer oder lateinamerikanischer Abstammung.
22,3 Prozent der Bevölkerung waren unter 18 Jahre alt, 57,6 Prozent waren zwischen 18 und 64 und 20,1 Prozent waren 65 Jahre oder älter. 52,2 Prozent der Bevölkerung war weiblich.

Das mittlere jährliche Einkommen eines Haushalts lag bei 98.309 USD. Das Pro-Kopf-Einkommen betrug 51.210 USD. 3,3 Prozent der Einwohner lebten unterhalb der Armutsgrenze.

## Söhne der Stadt
- Michael Davies (* 1986), Eishockeyspieler
- Travis Turnbull (* 1986), Eishockeyspieler
- Sean Dolan (* 1988), Eishockeyspieler
- Luke Kunin (* 1997), Eishockeyspieler
- Clayton Keller (* 1998), Eishockeyspieler